# Baphia eriocalyx
Baphia eriocalyx är en ärtväxtart som beskrevs av Hermann August Theodor Harms. Baphia eriocalyx ingår i släktet Baphia och familjen ärtväxter. IUCN kategoriserar arten globalt som livskraftig. Inga underarter finns listade i Catalogue of Life.